# Шеломец (Тверская область)
Шеломец — деревня в Рамешковском районе Тверской области.

## География
Находится в восточной части Тверской области на расстоянии приблизительно 12 км на юго-запад по прямой от районного центра поселка Рамешки.

## История
Известна с 1859 года как помещичья карельская деревня с 34 дворами, принадлежавшая Н. В. Зиновьеву, генерал-адъютанту, проживавшему в Петербурге. В 1887 — 50 дворов, в 1936 — 73, в 2001 — 27 домов местных жителей и 25 — собственность наследников и дачников. В советское время работали колхозы «Веселый путь», «Заветы Ильича» и совхоз «Тучевский». До 2021 входила в сельское поселение Никольское Рамешковского района до их упразднения.

## Население
Численность населения: 207 человек (1859 год), 268 (1887), 346 (1936), 66 (1989, в том числе карелы 77 %, русские 22 %), 45 (карелы 78 %) в 2002 году, 34 в 2010.